# Operationele beslissing
Operationele beslissingen vormen het laagste beslissingsniveau in een organisatie. De operationele beslissingen dienen tot het uitvoeren van een tactiek, die op haar beurt weer uit een strategie voortkomt. 
Operationele beslissingen lopen over een korte periode van enkele uren tot enkele maanden. Omdat veel beslissingen over investeringen al genomen zijn op tactisch en strategisch niveau zijn de keuzemogelijkheden beperkt. 